# Albersrieth
Albersrieth ist ein Ortsteil des Marktes Waldthurn im Oberpfälzer Landkreis Neustadt an der Waldnaab.

## Ortsname
Die Endung -rieth des Ortsnamens Albersrieth deutet auf eine frühe Entstehung des Ortes schon vor dem 13. Jahrhundert hin. Die Orte mit den auf -reuth, -rieth, -ried, -richt (frühere Schreibweisen: -riut, -rivt, -rewt, abgeleitet von „roden“, „Rodung“) endenden Ortsnamen entstanden im Zusammenhang mit der ersten Besiedelung des Gebietes durch Rodung des dichten Waldes. Orte mit solchen Namen kommen sehr häufig im Bereich der Flüsse Pfreimd und Luhe und der angrenzenden Bäche vor. Diese waren Ausgangspunkt für die Besiedelung der Region.
Der Name Albersrieth (auch: Albersreuth, Albretsriut) weist auf eine Rodung unter den Edelfreien zu Rackendorf hin, deren Angehörige häufig den Namen Albert führten.
Vertreter dieses Geschlechtes waren Adalbert de Rakindorf (1150), Albero et Poppo frater eius de Rakendorf (1160), Adalbero de Rakendorf (1166), Alber de Rakkendorf (1183).
Rakkendorf – heute Roggenstein – war schon im 12. Jahrhundert Sitz der Edelfreien zu Rackendorf.
Diese waren Vasallen der Grafen von Sulzbach.
Die Grafen von Sulzbach legten von der Quelle des Lenzbaches in nördlicher und nordöstlicher Richtung vordringend Rodungssiedlungen an und bauten diese im bewaldeten Grenzraum Richtung Böhmen zu einer Rodungsherrschaft aus.

## Geographische Lage
Das Dorf Albersrieth liegt am Südwesthang des 555 Meter hohen Maienberges, ungefähr drei Kilometer westlich von Waldthurn.

## Geschichte
1196 wurde Albersrieth erstmals schriftlich erwähnt.
Der Ministeriale Metfridus des späteren Landgrafen Diepold I. übergab vor dem Jahr 1196 Albersrieth dem Kloster Waldsassen.
Im 13. Jahrhundert besaßen die Waldauer die Vogtei über die Güter des Klosters Waldsassen in Albertsrieth.
Berthold von Waldau verzichtete im Jahr 1276 auf seine Ansprüche an der Vogtei Albersrieth.
Sein Bruder Konrad von Tännesberg vermachte in seinem Testament dem Kloster Waldsassen die Vogtei Albersrieth.
Friedrich von Waldau – ein weiterer Bruder des Konrad – und sein Sohn Heinrich verschenkten 1279 ebenfalls ihre Ansprüche auf die Vogtei Albersrieth an das Kloster Waldsassen.
1352 kauften die Landgrafen von Leuchtenberg Ulrich II. und Johann I. Albertsrieth vom Kloster Waldsassen.
Sie fügten das Dorf ihrer Herrschaft Pleystein hinzu.
1452 zahlte Albertsried einen Zehent an die Kirche in Michldorf.
Diese Kirche in Michldorf hatte Bischof Otto von Bamberg 1124 auf Bitten Gebhards I. von Leuchtenberg geweiht.
Ihr Schutzpatron war der hl. Ulrich.
In einem Zinsregister von 1454 wird Albersrieth mit 10 Zinspflichtigen, 5 Höfen und 1 Lehen aufgeführt.
In der zweiten Hälfte des 16. Jahrhunderts war Albersrieth ein Dorf mit 12 Anwesen darunter 1 Hirtenhaus.
Zehentrechte hatten in Albersrieth die Pfarrei Lennesrieth, die Pfarrei Michldorf und das Pflegamt Pleystein.
1596 gehörte Albertsrieth zur Herrschaft Pleystein und zum Pflegamt Pleystein.
1805 gehörte Albersrieth zum 1. Viertel des Pflegamts Pleystein.
Albersrieth war zu dieser Zeit Sitz des Viertelmeisters.
In der zweiten Hälfte des 18. Jahrhunderts gehörte Albersrieth zum Pflegamt Pleystein und unterstand der hohen und niederen Gerichtsbarkeit der Grundherrschaft Pleystein.
Albersrieth hatte zu dieser Zeit 14 Anwesen, 1 Hirtenhaus und 1 Schmiede.
Es gehörte zur Pfarrei Waldthurn.
1808 wurden Steuerdistrikte gebildet.
Albersrieth gehörte zum Steuerdistrikt Lennesrieth.
Der Steuerdistrikt Lennesrieth bestand aus den Dörfern Lennesrieth, Albersrieth, Frankenrieth und den Einöden Fitzmühl, Lindnermühl, Buch, Kühbachhof und Grubmühle.
1821 wurde die Gemeinde Albersrieth gebildet.
Zu ihr gehörten Albersrieth mit 16 Familien, Lindnermühle mit einer Familie und Fitzmühl mit einer Familie.
1830 wurde die Gemeinde Albersrieth in die Gemeinde Lennesrieth eingegliedert.
Die Gemeinde Lennesrieth bestand aus den Dörfern Lennesrieth, Albersrieth, Frankenrieth, Ottenrieth und den Einöden Brunnhof, Fitzmühl, Lindnermühl, Buch, Kühbachhof.
Am 1. Januar 1972 wurde die Gemeinde Lennesrieth und damit auch Albersrieth in den Markt Waldthurn eingegliedert.